# 走天路的教会
《走天路的教会》（英語：The Pilgrim Church）是按照英国普利茅斯弟兄会观点写成的最著名的一部教会历史著作，作者是弟兄会的教会领袖博饶本（Edmund Hamer Broadbent ，1861年——1945年），最初出版于1931年。博饶本在写作该书之前，曾经花费将近50年时间在中欧和东欧旅行，熟悉各地大量基督徒团体，并对其历史起源进行研究。这部著作对于倪柝声以及地方教会运动产生了深远的影响。梁素雅、王国显已经将该书翻译为中文，由晨星出版社出版。